# Мари Лангер
Мари Глас Хаузер де Лангер (на немски: Marie Glass Hauser de Langer) е австро-аржентински лекар и психоаналитик.

## Биография
Родена е на 31 август 1910 година във Виена, Австро-Унгария. В младостта си членува в Австрийската комунистическа партия. Започва да учи медицина и завършва през 1935 г. Година по-рано Виенското психоаналитично общество забранява на своите членове да членуват в тайни партии и в института. Лангер научава това от аналитика си Рихард Стерба, който малко след това прекратява анализата ѝ.
Продължаващият възход на нацизма в Австрия я кара да емигрира в Испания през 1936 г., а от там и за Уругвай. През 1942 г. се мести от Монтевидео в Аржентина и започва да работи в Аржентинската психоаналитична асоциация (АПА) на различни постове – директор на семинарите и публикациите, ковчежник, секретар, член на обучителната комисия и други. Поради авторитарни тенденции в АПА напуска през 1970 г. Основава Аржентинската асоциация за групова психотерапия и Обществото за психосоматична медицина на Буенос Айрес. Емигрира в Мексико през 1974 г. поради политическо преследване.
Лангер пише по много теми като женска сексуалност, стерилност, вечни фантазии, обосновки за война, групова психоанализа, антисемитизъм, методологически проблеми свързани с преподаването на психоанализа и технически проблеми, появяващи се при обучителна анализа.
Умира на 23 декември 1987 година в Буенос Айрес на 77-годишна възраст.